# Робакидзе, Алексей Иванович
Алексей Иванович Робакидзе (груз. ალექსი რობაქიძე; 22 ноября 1907, Тифлис — 1990) — советский грузинский этнограф и историк, доктор исторических наук, профессор, член-корреспондент Академии наук Грузинской ССР.

## Биография
Родился 22 ноября 1907 года в Тифлисе (сейчас Тбилиси) в семье служащего. Окончил филологический факультет Тбилисского государственного университета. В 1940 году окончил аспирантуру при Грузинском филиале Академии наук СССР (сейчас Национальная академия наук Грузии) по специальности «этнография», защитил диссертацию и получил учёную степень кандидата исторических наук.
С 1940 года работал в Институте языка, истории и материальной культуры имени Н. Я. Марра (сейчас Институт истории и этнологии имени И. Джавахишвили), сначала старшим научным сотрудником, с 1941 года — учёным секретарём, в 1943—1953 годах — заместителем директора по научной части, с 1953 года — вновь старшим научным сотрудником.
В 1958 году защитил диссертацию и получил учёную степень доктора исторических наук. В том же 1958 году занял должность заведующего сектором этнографии народов Кавказа, основанного им совместно с профессором Р. Л. Харадзе, а в 1985 году сектор преобразован в отдел. Также с 1958 года руководил организацией этнографической работы в Батумском научно-исследовательском институте имени Н. А. Бердзенишвили Академии наук Грузинской ССР.
В 1970 году получил учёное звание профессора. С 1976 года являлся председателем Научно-координационного центра по проблемам социальных и культурных традиций при президиуме Академии наук Грузинской ССР (сейчас Национальная академия наук Грузии). В 1983 году избран членом-корреспондентом Академии наук Грузинской ССР. Являлся председателем Этнографической комиссии при президиуме Академии наук Грузинской ССР и членом Редакционного издательского совета Академии наук Грузинской ССР.
Также являлся председателем Комиссии Историко-этнографического атласа Грузии и председателем Ревизионной комиссии Грузинского общества по охране памятников.
Умер в 1990 году.

## Научная деятельность
Область научных интересов: история и этнография народов Северного и Южного Кавказа; история материальной культуры; традиционная культура; этногенез; историография, источниковедение и методология этнографической науки.
Является автором 150 научных трудов, включая более чем 10 монографий, в том числе
- «Некоторые стороны быта рабочих Чиатурской марганцевой промышленности» (1953)
- «Формы организации труда в народном хозяйстве древней Грузии. I. Пережитки коллективной охоты у рачинцев» (1941, на груз. яз.)
- «К истории пчеловодства» (1960, на груз. яз.)
- «Сванети. I. Жилище и поселения» (1984)
- «Сванети. II. Хозяйственные условия поселения» (1989)

Принимал участие в подготовке и издании сборников «Кавказский этнографический сборник» (12 томов) и «Быт и культура населения Юго-Западной Грузии» (25 томов).
Под его руководством защищены 40 кандидатских и 10 докторских диссертаций.

## Награды и признание
- Почётное звание «Заслуженный деятель науки Грузинской ССР» (1965[1] или 1966[3]).
- Член-корреспондент Академии наук Грузинской ССР (1983)[3].